# Jokin Mujika
Pour les articles homonymes, voir Mujika et Aramburu.
Jokin Mujika Aramburu (né le 22 août 1962 à Itsasondo) est un coureur cycliste espagnol. Professionnel de 1984 à 1996, il remporte notamment le Tour de Galice (en 1987), le Grand Prix de la Bicicleta Eibarresa (en 1988) et trois titres de champion d'Espagne de cyclo-cross au cours de sa carrière. Il représente également l'Espagne en VTT cross-country lors des Jeux olympiques de 1996 à Atlanta.

## Palmarès sur route

### Palmarès amateur
- 1979
  -  Champion d'Espagne sur route juniors
  - 2e de la Santikutz Klasika
- 1980
  - Leintz Bailarari Itzulia
  - Mémorial Etxaniz
  - 3e du championnat d'Espagne sur route juniors
- 1981
  - Lazkaoko Proba
- 1982
  - Mémorial Valenciaga
  - 2e de la Subida a Gorla
- 1983
  - Mémorial Valenciaga
  - San Martín Proba
  - 2e du championnat d'Espagne sur route amateurs

### Palmarès professionnel
| - 1984 - GP Cuprosan - 2e étape du Tour de Galice - 3e du Tour de Galice - 1985 - GP Cuprosan - 2e de la Prueba Villafranca de Ordizia - 3e de la Subida al Naranco - 1986 - 7e étape du Tour de la Communauté européenne - 3e de la Subida a Urkiola - 9e de la Classique de Saint-Sébastien | - 1987 - Classement général du Tour de Galice - 1988 - Gran Premio de la Bicicleta Eibarresa : - Classement général - 3e étape - 3e du championnat d'Espagne sur route - 3e de la Prueba Villafranca de Ordizia - 1989 - Clásica a los Puertos - 3e de la Prueba Villafranca de Ordizia |  |

## Résultats sur les grands tours

### Tour de France
5 participations
- 1985 : 45e
- 1986 : 30e
- 1987 : 41e
- 1988 : 63e
- 1989 : 78e

### Tour d'Espagne
6 participations
- 1984 : 49e
- 1985 : 43e
- 1986 : 76e
- 1988 : 14e
- 1990 : 62e
- 1991 : hors délais (12e étape)

### Tour d'Italie
2 participations
- 1987 : 11e
- 1989 : 19e

## Palmarès en cyclo-cross
- 1978-1979
  - 5e du championnat du monde de cyclo-cross juniors
- 1979-1980
  -  Champion d'Espagne de cyclo-cross juniors
  -  Médaillé d'argent du championnat du monde de cyclo-cross juniors
- 1993-1994
  -  Champion d'Espagne de cyclo-cross
- 1994-1995
  -  Champion d'Espagne de cyclo-cross
- 1995-1996
  -  Champion d'Espagne de cyclo-cross